# Cnemidocarpa irene
Cnemidocarpa irene är en sjöpungsart som först beskrevs av Hartmeyer 1906.  Cnemidocarpa irene ingår i släktet Cnemidocarpa och familjen Styelidae. Inga underarter finns listade i Catalogue of Life.